# Mount Macedon (berg)
Mount Macedon är ett berg i Australien. Det ligger i regionen Macedon Ranges och delstaten Victoria, omkring 59 kilometer nordväst om delstatshuvudstaden Melbourne. Toppen på Mount Macedon är 1 009 meter över havet.
Mount Macedon är den högsta punkten i trakten. Närmaste större samhälle är Woodend, nära Mount Macedon. 
I omgivningarna runt Mount Macedon växer i huvudsak städsegrön lövskog. Runt Mount Macedon är det glesbefolkat, med 18 invånare per kvadratkilometer. Genomsnittlig årsnederbörd är 924 millimeter. Den regnigaste månaden är juli, med i genomsnitt 105 mm nederbörd, och den torraste är januari, med 31 mm nederbörd.